# Caraïbische keuken
De Caraïbische keuken is de keuken van de Caraïben. De keuken reflecteert de geschiedenis van het Caraïbisch gebied en is een samengaan van de Afrikaanse, Inheemse, Europese, Latijns-Amerikaanse, Indiase, Chinese en Indonesische keukens. De traditionele keuken reflecteert vaak de slavenafkomst van de bevolking, in gefrituurde gerechten met als hoofdingrediënten goedkope producten uit het tijdperk van de slavernij zoals gezouten kabeljauw. De verschillende eilanden en landen maken hun eigenheid kenbaar in hun keuken door de toets van de koloniale overheid.
De belangrijkste ingrediënten zijn:
- Anatto van de orleaanboom
- Bakbanaan
- Callaloo (bladgroenten uit het Amarantgeslacht)
- Cassave
- Chilipeper
- Kip
- Kokosnoot
- Melasse
- Okra
- Rijst
- Vis
- Zoete aardappelen

## Afbeeldingen

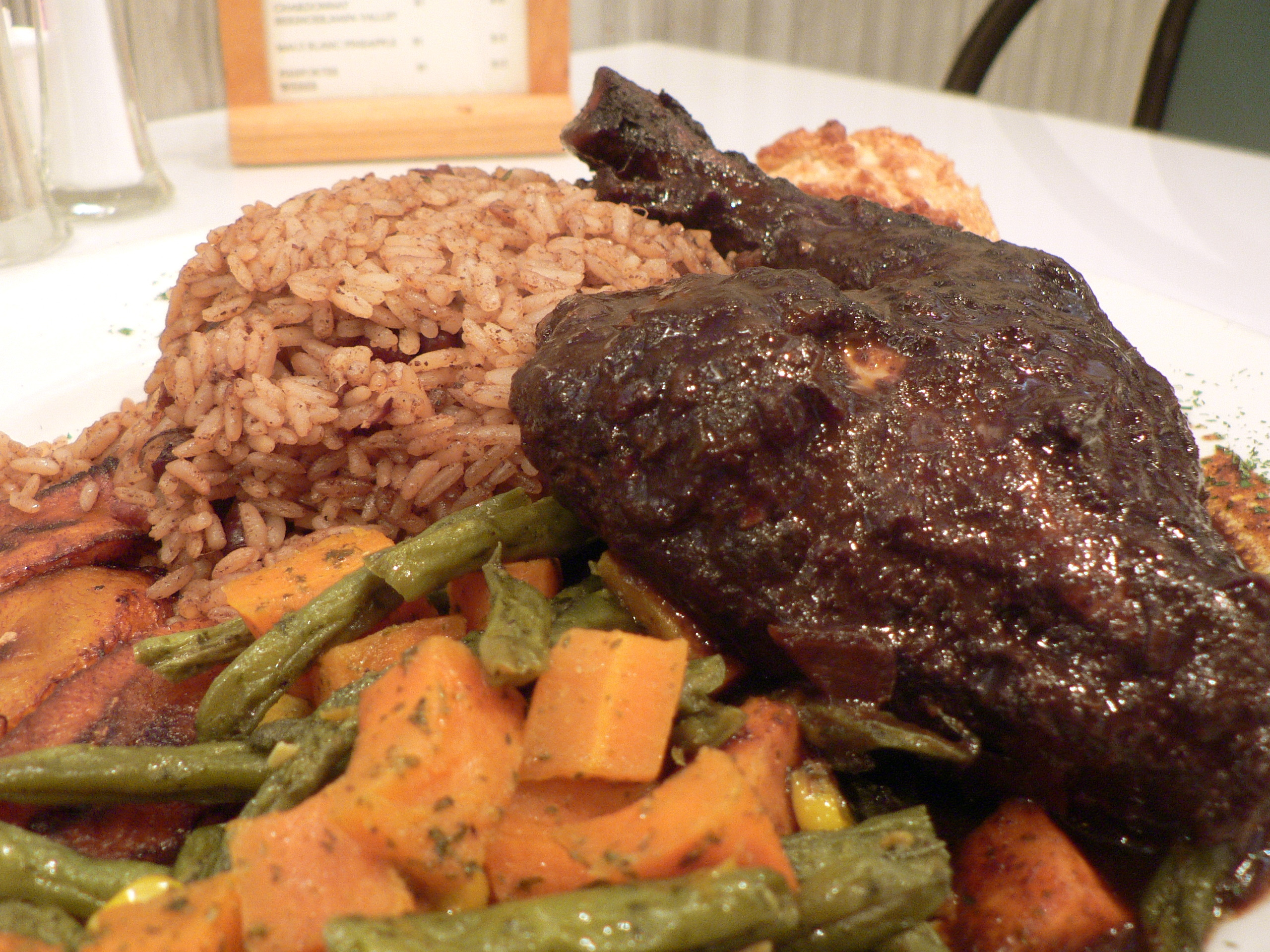
Jerk chicken
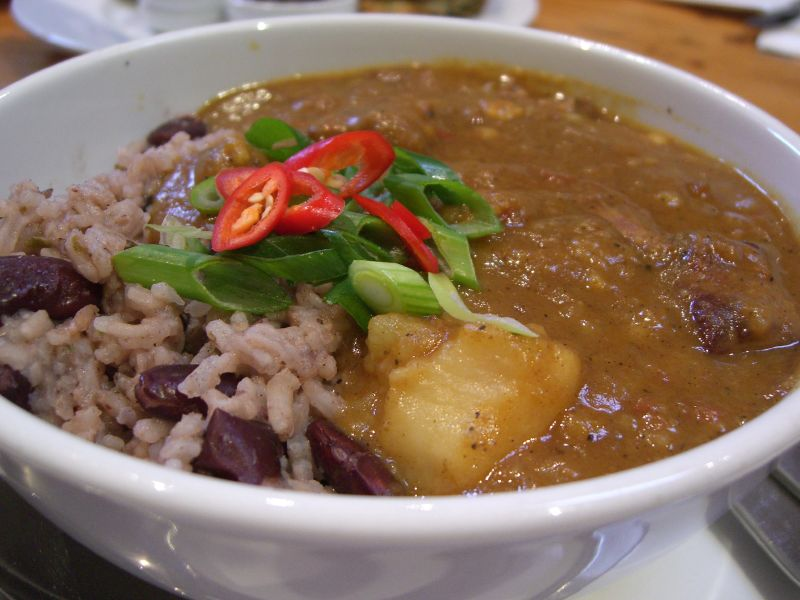
Curry goat
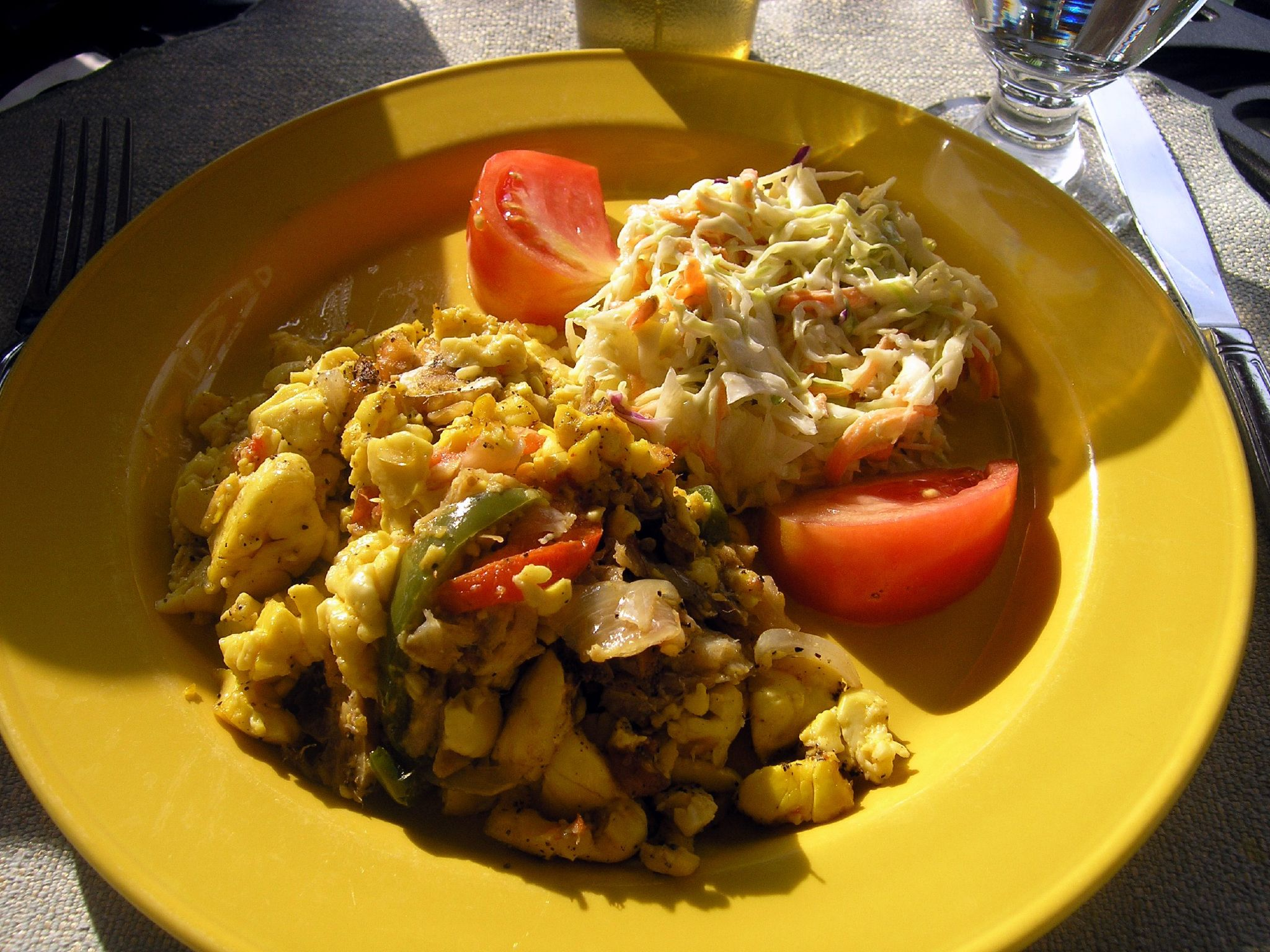
Ackee and saltfish